# باب د درگ کوئین
باب د درگ کوئین (به انگلیسی: Bob the Drag Queen) (زاده ۲۲ ژوئن ۱۹۸۶) زن‌پوش آمریکایی است.